# Matt McColm
Matt McColm (31 de janeiro de 1965) é um ator, dublê e ex-modelo norte-americano. Ele modelou para Ralph Lauren no início de sua carreira. Como ator, ele é mais conhecido por interpretar Johnny Domino, o personagem principal da série de televisão Night Man e Agente Thompson, o agente que mata Trinity no clímax de The Matrix Reloaded. Ele também atuou como Vick Chamberlain, um exterminador T-888 na série de televisão Terminator: The Sarah Connor Chronicles.
Tem um irmão, Mark, que geralmente o substitui em várias mostras de televisão e cinema.